# Darko Kunce
Darko Kunce (Dubrovnik, ) trener je košarkaškog kluba Dubrovnik i izbornik je hrvatske košarkaške U-20 reprezentacije za uzrast do 20 godina.